# Jean Bernard Font
Ne doit pas être confondu avec Bernard Font.

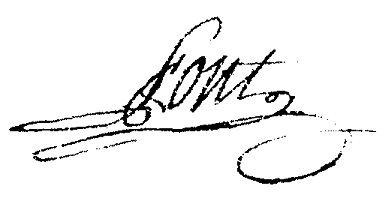
Signature de Jean Bernard Font

Jean Bernard Font (1750-1826) est un prêtre catholique, chanoine de la cathédrale de Pamiers lorsqu'il est élu député du clergé aux États généraux de 1789 et à l'Assemblée constituante de 1789.

## Biographie
Jean Bernard Font est né en 1750.
C'est à Pamiers, où il est chanoine de la cathédrale Saint-Antonin, qu'il est élu le 9 avril 1789 comme député du clergé représentant de la Sénéchaussée de Pamiers aux États généraux de 1789. Le 10 avril, il prête serment, avec les trois autres députés, les représentants du tiers Georges Bergasse de Laziroules et Marc-Guillaume-Alexis Vadier, et le député de la noblesse Mathieu Louis Armand d'Usson, devant plus de 800 délégués, dans l'église des Frêres-Prêcheurs.
Siégeant à droite, il signe les protestations des 13 et 15 septembre 1791.
Il ne fera pas partie d'autres législatures
Jean Bernard Font meurt le 21 septembre 1826 à Pamiers.